# Deuterocohnia lotteae
Deuterocohnia lotteae är en gräsväxtart som först beskrevs av Werner Rauh, och fick sitt nu gällande namn av Michael A. Spencer och Lyman Bradford Smith. Deuterocohnia lotteae ingår i släktet Deuterocohnia och familjen Ananasväxter. Inga underarter finns listade i Catalogue of Life.